# Mordella ragneri
Mordella ragneri là một loài bọ cánh cứng trong họ Mordellidae. Loài này is voor het eerst wetenschappelijk beschreven bởi Ermisch.